# Besoin de rien, envie de toi
Singles de Peter et Sloane
C'est la vie d'château avec toi
(1985)
Besoin de rien, envie de toi est le premier single musical du duo français Peter et Sloane, sorti en 1984 puis sur leur album éponyme Peter et Sloane en 1985.
Premier numéro 1 au Top 50 en France, il s'est classé neuf semaines en tête des ventes.

## Accueil
Le titre sort durant l'été 1984, sur le label Déesse, dont les producteurs sont les frères Michel et Pierre Célie, déjà producteurs de La Danse des canards de J. J. Lionel en 1981, puis de Claude Barzotti.
Il est ensuite distribué par CBS, en face B du 45 tours Ma vie avec toi, ta vie avec moi, un slow romantique,. Toutes les radios boudent Ma vie avec toi, ta vie avec moi, non seulement les FM, mais même Europe 1 qui diffuse pourtant la face B Besoin de rien, envie de toi abondamment, ce qui donne l'occasion de ressortir le disque avec les titres des deux faces intervertis début octobre 1984.
Besoin de rien, envie de toi ne passe jamais non plus sur les FM, mais grâce à son importante diffusion sur Europe 1, le titre devient no 1 du hit-parade de cette même radio quelques semaines avant la diffusion du premier classement du Top 50.
Le 4 novembre 1984, Besoin de rien, envie de toi devient numéro un du Top 50 — pour le premier classement musical effectué par le syndicat national de l'édition phonographique — et y reste neuf semaines au total, du 5 novembre 1984 au 16 décembre 1984, puis du 31 décembre 1984 au 13 janvier 1985. Le single reçoit la certification disque de platine et se vendra au total à 1,8 million d'exemplaires.
La chanson est donc la première, en France, à être classée à la première place d'un hit-parade comptant réellement les ventes de singles 45 tours, le Top 50 étant en France le premier classement à le faire, les hit-parades des années 1960, 1970 et du début des années 1980 en France, diffusés pour l'essentiel à la radio, étant basés non sur les ventes réelles de 45 tours mais sur les appels téléphoniques d'auditeurs des radios qui appelaient pour faire grimper ou descendre une chanson dans les hit-parades des radios en question.

## Liste des titres
| A. | Besoin de rien, envie de toi     | 3:30 |
| B. | Ma vie avec toi, ta vie avec moi | 3:40 |

## Classements et certifications
| Classement (1984–1985)           | Meilleure position |
| -------------------------------- | ------------------ |
| Europe (Eurochart Hot 100)       | 24                 |
| France (SNEP)                    | 1                  |
| France (Radios périphériques)    | 4                  |
| Pays-Bas (Nederlandse Tipparade) | 12                 |
| Québec (Palmarès francophone)    | 36                 |

| Classement (1984) | Position |
| ----------------- | -------- |
| France (SNEP)     | 1        |

### Certification
| Pays                                                             | Certification | Ventes certifiées |
| ---------------------------------------------------------------- | ------------- | ----------------- |
| France (SNEP),                                                   | Platine       | 1 000 000*        |
| *Ventes selon la certification xNon précisé par la certification |               |                   |

## Historique de sortie
| Pays     | Date | Format        | Label  |
| -------- | ---- | ------------- | ------ |
| France   | 1984 | 45 tours      | Déesse |
| Pays-Bas | 1984 | 45 tours      | Sky    |
| Espagne  | 1985 | 45 tours      | CBS    |
| France   | 1985 | maxi 45 tours | Déesse |
| France   | 1999 | CD single     | Déesse |

## Reprises
La chanson est reprise par Philippe Katerine et Francis et ses peintres sur l'album 52 reprises dans l'espace sorti en 2011.